# マテリアルズ・インフォマティクス
マテリアルズ・インフォマティクス（英語:Materials informatics）とは統計分析などを活用したインフォマティクス（情報科学）の手法により、材料開発を高効率化する取り組みである。

## データベース

### MaterialsProject.org
スーパーコンピューティングと最先端の電子構造法を駆使したMaterials Projectでは、既知の材料や予測される材料の計算情報に加えて、新しい材料の発想や設計に役立つ強力な解析ツールをウェブベースで公開している。

## ハイスループットツール

### pymatgen
物質解析のためのpythonライブラリ。物質構造に関する柔軟なクラスが整備され、結晶構造や各種物性データを効率よく取り扱うことができる。相図・電位pH図・拡散係数解析を行うことができるほか、バンド構造や状態密度などの電子状態解析も可能。Materials Projectと連動して開発が活発に行われている。